# Pseudautomeris huebneri
Pseudautomeris huebneri är en fjärilsart som beskrevs av Jean Baptiste Boisduval 1875. Pseudautomeris huebneri ingår i släktet Pseudautomeris och familjen påfågelsspinnare. Inga underarter finns listade i Catalogue of Life.